# 勞動帶來自由
「勞動帶來自由」（德語：Arbeit macht frei）是源於德國的一句口號，該口號在十九世紀時開始流行，因被納粹用來鑲嵌於納粹集中營的入口而別具意義。

## 起源

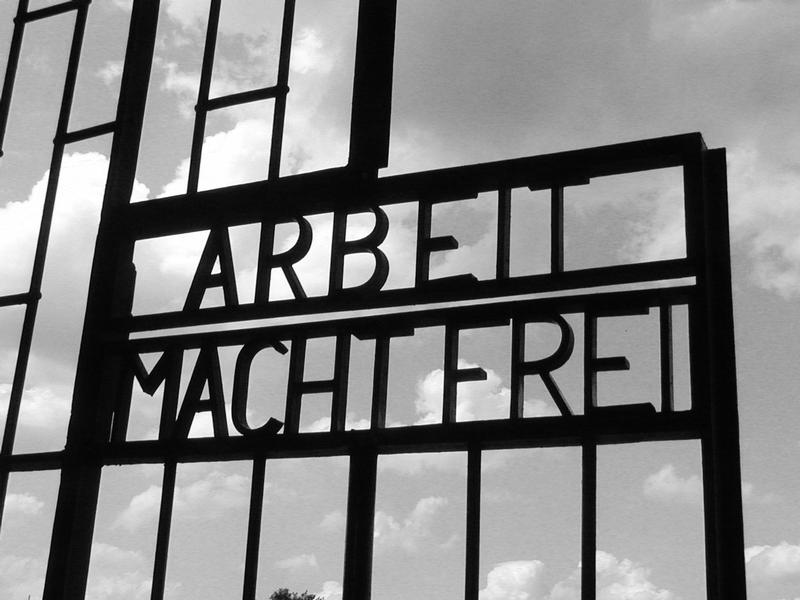
薩克森豪森集中營大門的「勞動帶來自由」

1873年，德國語文學家Lorenz Diefenbach將其小說標題命名為Arbeit macht frei: Erzählung von Lorenz Diefenbach；在該作品中，賭徒和欺詐者透過勞動找到了前往美德之境的道路，而這句話亦因此在民族主義者之間廣為流傳。1920年，瑞士昆蟲學家、神經解剖學家和精神病學家奥古斯特·福雷尔亦將之譯成法語（法語："le travail rend libre!"）呈現於其作品《瑞士螞蟻》（法語：Fourmis de la Suisse）中。1922年，維也納一個名為Deutsche Schulverein的種族國家主義組織亦在發行予其成員的郵票上印製此語。1928年，威瑪共和政府用這句口號來宣傳其為降低失業率而推出的大規模公共工程計畫政策，同時也是對個人主義者的口號「城市空氣帶來自由」（德語：Stadtluft macht frei）的一種嘲諷。1933年，納粹在取得政權後繼續使用這句口號。

## 納粹時代

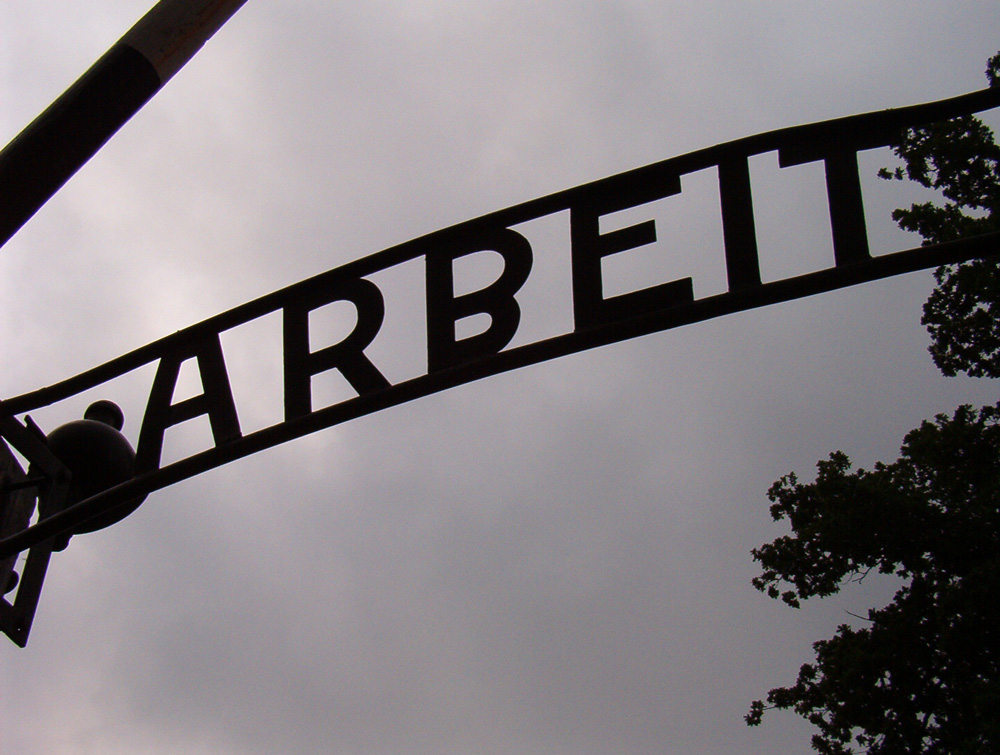
奧斯威辛集中營的「勞動帶來自由」有一個上下顛倒的"B"

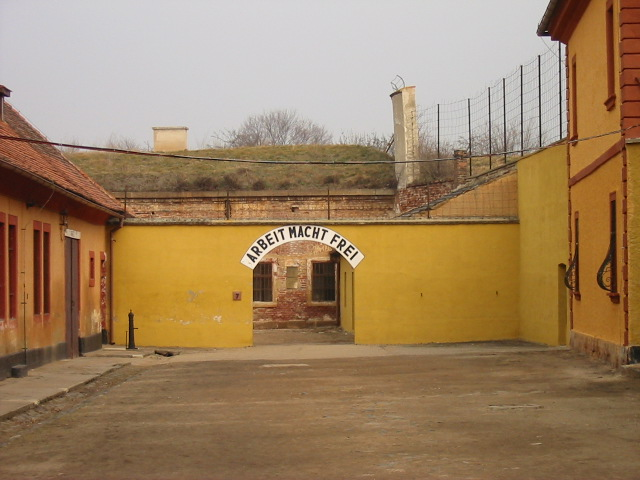
位於捷克的泰雷津集中营的「勞動帶來自由」

「勞動帶來自由」被用來放在許多納粹集中營的入口，可能是用來羞辱猶太人（納粹的政治宣傳把猶太人描寫成懶惰且貪得無厭的人）、充作諷刺的黑色笑話、或是用來帶給人虛假的希望。
雖然在德國把這類標語放在機構建築或大型莊園的入口是十分常見的事，用在集中營入口則是納粹親衛隊（SS）上級集團領袖西奧多·艾克的命令。他是達豪集中營的督察與最高司令。
這個口號現在還可以在許多地方看到，例如奧斯威辛一號集中營。根據英國國家廣播公司的由歷史學家Laurence Rees製作的「奧斯威辛新史」（Auschwitz: a New History），奧斯威辛一號集中營的「勞動帶來自由」是由司令魯道夫‧霍斯下令放置的。他認為他是靠做卑微的工作讓自己度過在威瑪共和時坐牢的這段經歷。在奧斯威辛，「勞動帶來自由」的“B”是上下顛倒的。
「勞動帶來自由」還可以在達豪、Gross-Rosen、薩克森豪森、泰雷津等地的集中營看到。
然而，在布痕瓦爾德集中營用的口號則是「依功過論處」（德語：Jedem das Seine）。
1938年，奧地利政治歌舞秀作者Jura Soyfer與作曲家Herbert Zipper關押在達豪集中營時作了「達豪之歌」（Dachaulied）。他們好幾週都得穿過集中營的大門去做日行的強迫勞動。他們認為大門上的「勞動帶來自由」這句話是一種侮辱。這首歌把口號當作達豪集中營的「課程內容」，以諷刺的口吻重複該口號。

## 其他
1993年，狂獸屍身樂團發行專輯《Heartwork》，該專輯中有一首歌名叫Arbeit Macht Frei。
2004年，放蕩樂團發行的同名專輯裡有一首歌的名稱便叫Arbeit Macht Frei，這首歌探討了這句口號以及集中營的成員。
埃利·維瑟爾（Elie Wiesel）的書《夜》（意第緒語：‎）裡提到，Eliezer在奥斯威辛集中營與布痕瓦爾德集中營看過「Arbeit macht frei」。

## 標語遭竊案事件
原為納粹集中營之解說中心的展示標誌屢次遭到竊賊鎖定。其盜竊動機最初被認為是為了獲得經濟利益；但是，當為盜竊案負起責任的個人被調查後，得知至少在一個例子中盜賊本身隸屬新納粹運動。
奧斯威辛集中營的標誌於2009年12月被盜，後來當局因此製作三件複製品，並將其中一個放在其位於大門之原位置上。瑞典新納粹前領導人Anders Högström和兩名波蘭人因此被判入獄。原標誌現存放在奧斯威辛集中營原址改設的奧許維茲－比克瑙國家博物館。
2014年11月2日，達豪集中營大門上的標誌被盜。2016年11月28日，它被發現於挪威第二大城市卑爾根北部的Ytre Arna停車場的篷布下。